# ボリス・トライコフスキ
ボリス・トライコフスキ（Борис Трајковски / Boris Trajkovski、1956年6月25日 - 2004年2月26日）は、マケドニア共和国の政治家。同国の大統領を務めた（1999年 - 2004年）。

## 来歴
ユーゴスラビア社会主義連邦共和国内マケドニア人民共和国の地方都市ストルミツァ近郊の村に生まれ、1980年にマケドニア首都スコピエのスコピエ大学（聖キリル・メトディー大学）法学部を卒業。また、アメリカ合衆国に数度留学して神学を学び、正教会からメソジスト派に改宗し、教会司祭の資格を得る。商法・労働法の専門家として活動し、1996年にはスコピエにある建設会社スロボダ社で法務部部長を務めた。
1992年にマケドニアがユーゴスラビア連邦から独立を宣言すると政治活動を始め、内部マケドニア革命組織・マケドニア国家統一民主党（VMRO-DPMNE）に入党した。党の中心で活躍し、党外務委員会の委員長になった。スコピエ市の自治体であるキセラ・ヴォダの区長顧問を経て、1998年11月の総選挙で同党が与党第一党になった結果、12月21日に外務副大臣に就任した。
トライコフスキは穏健改革派として人気を集め、1999年の大統領キロ・グリゴロフの退任に伴う大統領選挙の内部マケドニア革命組織・マケドニア国家統一民主党統一候補に選ばれ、10月から12月までかかって紛糾した大統領選挙を制し、大統領に選出された。

トライコフスキ大統領時代は、マケドニアの多数民族であるスラヴ系のマケドニア人と、マイノリティであるアルバニア人との間の激しい対立が起こった時代であった。1999年のコソボ紛争でセルビア領コソボ自治州のアルバニア系住民の自治権が拡大されたことに触発されて起こったマケドニア領内北西部のアルバニア系武装勢力・民族解放軍の決起は、2001年に政府軍との本格的な戦闘（マケドニア紛争）に発展した。マケドニアにおいては大統領職は形式的な元首であり行政上の権限は制限されていたが、トライコフスキ大統領はNATOの仲介による停戦と和平に尽力し、同年7月5日に停戦合意、8月13日にアルバニア系の地位向上に関する合意にこぎつけ、アルバニア系の権利向上に賛成したことから世界から民族間対話の推進者として賞賛を受けた。
2003年には10月7日から10日までマケドニア大統領では初めて日本を訪問し、天皇・皇后と会見、川口順子外務大臣と会談した。
2004年2月26日にボスニア・ヘルツェゴビナで開かれる会議に向かう途中、トライコフスキ大統領の搭乗した政府専用機（ビーチクラフト200 スーパーキングエア、機体記号Z3-BAB）はサラエヴォ南方80kmの山岳地帯で墜落し、彼を含む搭乗者9人全員の死亡が確認された。当時墜落地点付近は大雨と濃霧に見舞われており、原因はそれら悪天候に起因すると思われるCFITと見られている。
後任の大統領を決める選挙は同年4月28日に決選投票が行われ、首相のブランコ・ツルヴェンコフスキが当選した。
| 公職                  | 公職                                          | 公職                              |
| --------------------- | --------------------------------------------- | --------------------------------- |
| 先代 キロ・グリゴロフ | マケドニア共和国大統領 第2代：1999年 - 2004年 | 次代 ブランコ・ツルヴェンコフスキ |